# Seseli mucronatum
Seseli mucronatum là một loài thực vật có hoa trong họ Hoa tán. Loài này được (Schrenk) Pimenov & Sdobnina miêu tả khoa học đầu tiên năm 1973.